# Rosenturm (Kronach)

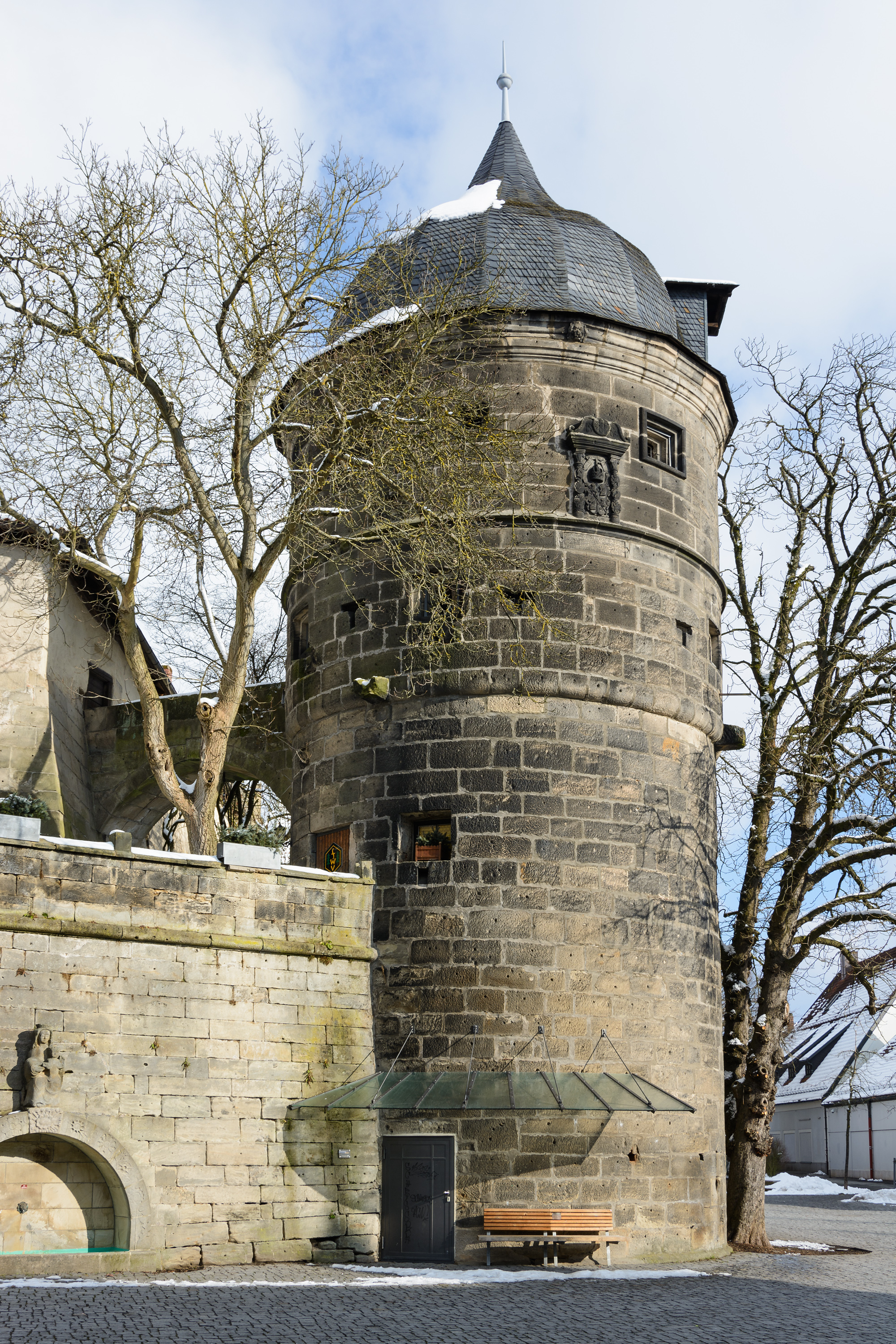
Rosenturm

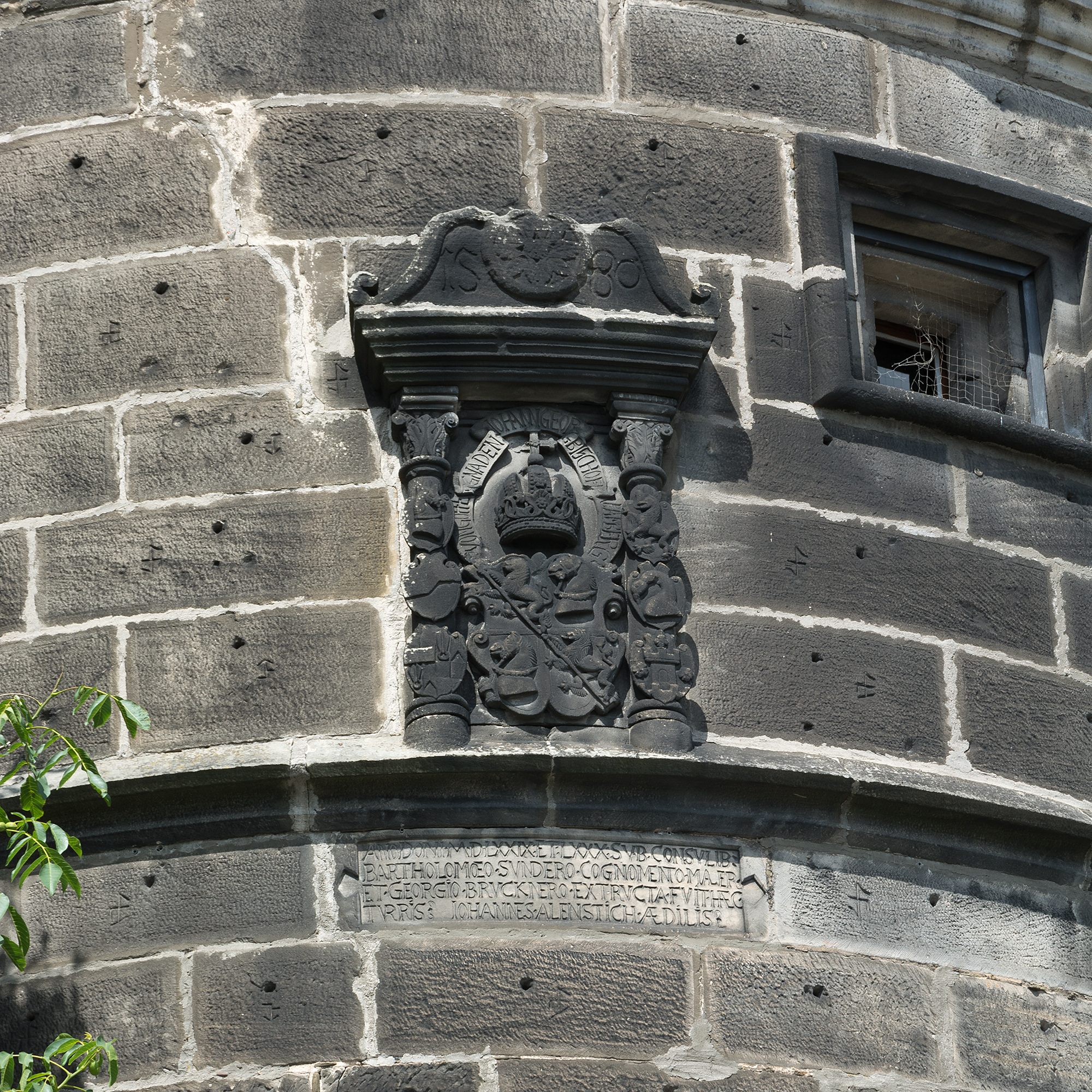
Wappen des Fürstbischofs Johann Georg I. Zobel von Giebelstadt, darunter eine Bauinschrift aus dem Jahr 1580.

Der Rosenturm (auch Pfarrturm) ist ein Bestandteil der ehemaligen Befestigungsanlagen der oberfränkischen Stadt Kronach in Bayern. Der unter Denkmalschutz stehende viergeschossige Rundturm befindet sich am Marienplatz an der Südspitze der aufgrund ihrer erhöhten Lage auf einem Bergsporn auch als Obere Stadt bezeichneten Kronacher Altstadt.

## Geschichte
Bereits in der ersten Hälfte des 15. Jahrhunderts befand sich am Standort des heutigen Rosenturms ein Turmbauwerk, das die Zwingermauer und den Stadtgraben um die Stadt mit einer von Zinnen umgebenen Plattform abschloss. Dieser Turm spielte bei der Verteidigung der Stadt gegen die Hussiten in den Jahren 1430/31 eine wichtige Rolle. Erwähnt wurde er in einer Urkunde des Bamberger Fürstbischofs Friedrich III. von Aufseß vom 15. Januar 1431, in der dieser den weiteren Ausbau des Kronacher Stadtgrabens veranlasste. Dieser Ausbau erforderte auch einen Neubau des bereits bestehenden Turmes.
Mit der Errichtung des heutigen Rosenturms wurde im Jahr 1515 begonnen, abgeschlossen wurden die Arbeiten vermutlich 1533. In den Jahren 1579/80 wurde dem Turm ein weiteres Obergeschoss aufgesetzt. Die Pläne hierfür stammen von Baumeister Daniel Engelhardt, der in Kronach unter anderem am Ausbau der oberhalb der Stadt gelegenen Festung Rosenberg beteiligt war. Am zweiten, mit mehreren T-förmigen Schießscharten versehenen Obergeschoss des Turmes befindet sich eine Bauinschrift mit den Jahreszahlen 1579 und 1580, direkt darüber ist ein Sandsteinrelief mit dem Wappen des Bamberger Fürstbischofs Johann Georg I. Zobel von Giebelstadt angebracht.
An der Rückseite des Turmes befindet sich ein steinerner Bogen, der den Rosenturm mit der inneren Zwingermauer verbindet. Während einer Belagerung der Stadt durch die Schweden und deren deutsche Verbündete im Dreißigjährigen Krieg wurde diese Verbindung von den Stadtbewohnern zerstört, um die Angreifer, denen es bei einem Sturm auf die Stadt gelungen war, den Zwinger zu erklimmen, am weiteren Vordringen in die Obere Stadt zu hindern. Der Verbindungsbogen wurde nach dem Ende der Belagerungen im Jahr 1634 neu errichtet.
Der Rosenturm wird seit Mitte des 18. Jahrhunderts auch als „Pfarrturm“ bezeichnet. Dieser Name beruht auf der Tatsache, dass die Kronacher Pfarrer, die das in den Jahren 1752–55 in der Oberen Stadt in unmittelbarer Nachbarschaft des Rosenturms erbaute Pfarrhaus bewohnten, den Turm als Zugang zur Unteren Stadt benutzten.
Vom Anfang des 19. Jahrhunderts an befanden sich der Rosenturm und die anliegenden Zwingerteile in Privatbesitz, bis sie von der Stadt Kronach zurückgekauft wurden. Seit Oktober 1970 dient der Turm der Ortsgruppe Kronach des Frankenwaldvereins als Vereinsheim.